# Howhannes Goharjan
Howhannes Goharjan (auch Hovhannes Goharyan, armenisch Հովհաննես Գոհարյան; russisch Оганес Гевушович Гоарян; * 18. März 1988 in Jerewan, Sowjetunion) ist ein ehemaliger armenischer Fußballspieler, der zugleich die russische Staatsangehörigkeit besitzt.

## Verein
Goharjan lernte das Fußballspielen in der Jugend des FK Dynamo Moskau. Nach einer kurzen Pause schloss er sich dann Lokomotive-2 Moskau an und wechselte 2009 weiter zu BATE Baryssau nach Belarus. Dort wurde er zweimal Meister und gewann außerdem den nationalen Pokal sowie den Superpokal. Es folgten Stationen bei FC Pjunik Jerewan, Impuls Dilidschan und erneut Lokomotive-2 Moskau. Nachdem er wieder eine Spielpause einlegte, unterschrieb er 2014 einen Vertrag über ein Jahr bei FC Ulisses Jerewan. Bis zu seinem Karriereende 2018 spielte er für den unterklassigen Verein FC Nika Moskau.

## Nationalmannschaft
Von 2009 bis 2010 spielte er sechsmal für die Armenische Fußballnationalmannschaft und erzielte dabei beim 2:1-Sieg gegen Belgien einen Treffer.

## Erfolge
- Belarussischer Meister: 2009, 2010
- Belarussischer Pokalsieger: 2010
- Belarussischer Superpokalsieger: 2010
- Armenischer Meister: 2010
- Armenischer Superpokalsieger: 2010